# Pterostichus shulli
Pterostichus shulli är en skalbaggsart som beskrevs av Hatch. Pterostichus shulli ingår i släktet Pterostichus och familjen jordlöpare. Inga underarter finns listade i Catalogue of Life.